# Spitalpfarrhof (Nördlingen)

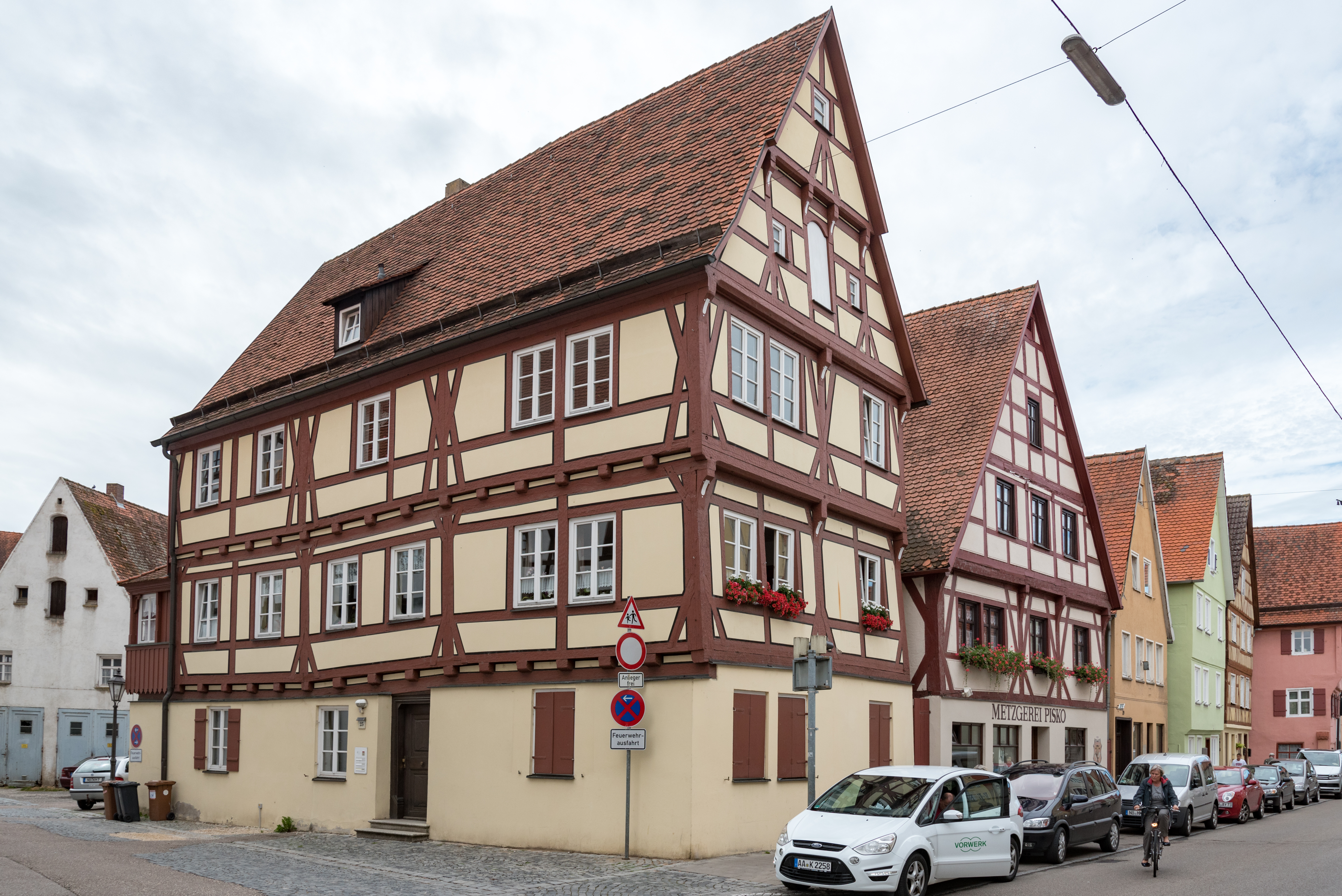
Ehemaliger Spitalpfarrhof in Nördlingen

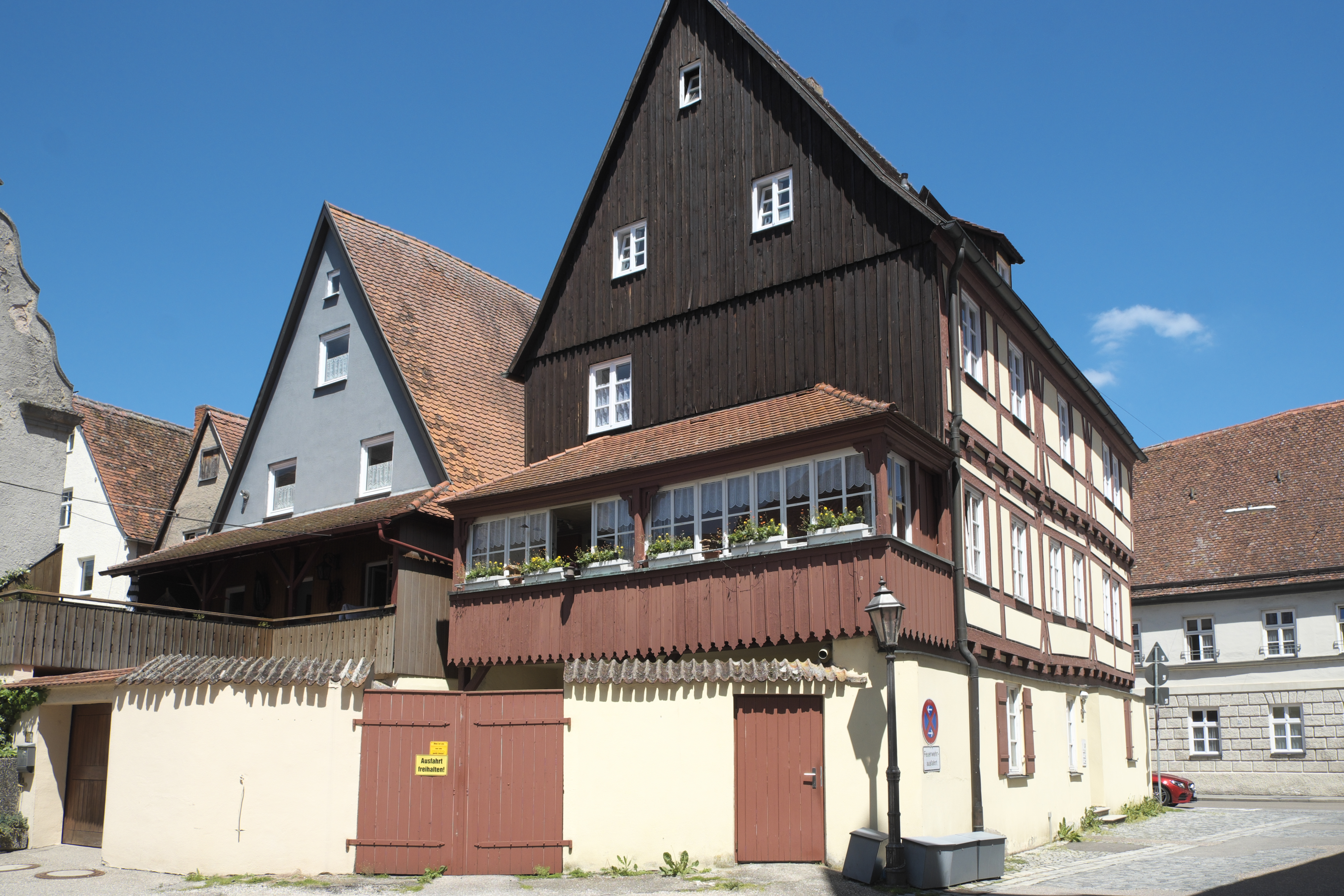
Rückwärtige Ansicht

Der Spitalpfarrhof in Nördlingen, einer Stadt im schwäbischen Landkreis Donau-Ries in Bayern, wurde im Kern im späten 15. Jahrhundert errichtet. Der ehemalige Pfarrhof an der Baldinger Straße 25 ist ein geschütztes Baudenkmal.
Das Anwesen wurde 1568 vom Heilig-Geist-Spital erworben und diente in der Folgezeit als Wohnhaus der Spitalprediger, die zugleich Pfarrer von Baldingen waren. 
Der dreigeschossige Satteldach hat vorkragende Ober- und Giebelgeschosse. Die rückwärtig überdachte Holzaltane wurde im frühen 18. Jahrhundert angebaut. 
Bemerkenswert ist die Haustür mit profiliertem Rahmengerüst und geschweiften Felderungen aus der Mitte des 18. Jahrhunderts.